# 安和駅
安和駅（あわえき）は、高知県須崎市安和にある、四国旅客鉄道（JR四国）土讃線の駅である。駅番号はK21。

## 歴史
- 1939年（昭和14年）11月15日：開業[2]。
- 1969年（昭和44年）10月1日：配達の取扱を廃止[2]。
- 1970年（昭和45年）10月1日：無人駅化[3]（簡易委託駅化）。同時に手荷物の取り扱いを廃止し小荷物の取り扱いを到着小荷物（特別扱新聞紙に限る。）に限定[2][4]。
- 1987年（昭和62年）4月1日：国鉄分割民営化により、四国旅客鉄道の駅となる[2]。

## 駅構造
単式1面1線の棒線駅で、土佐新荘駅と同じ形の待合所がホームにあるだけである。かつては島式ホームで、単式化後もその痕跡を見ることができる。

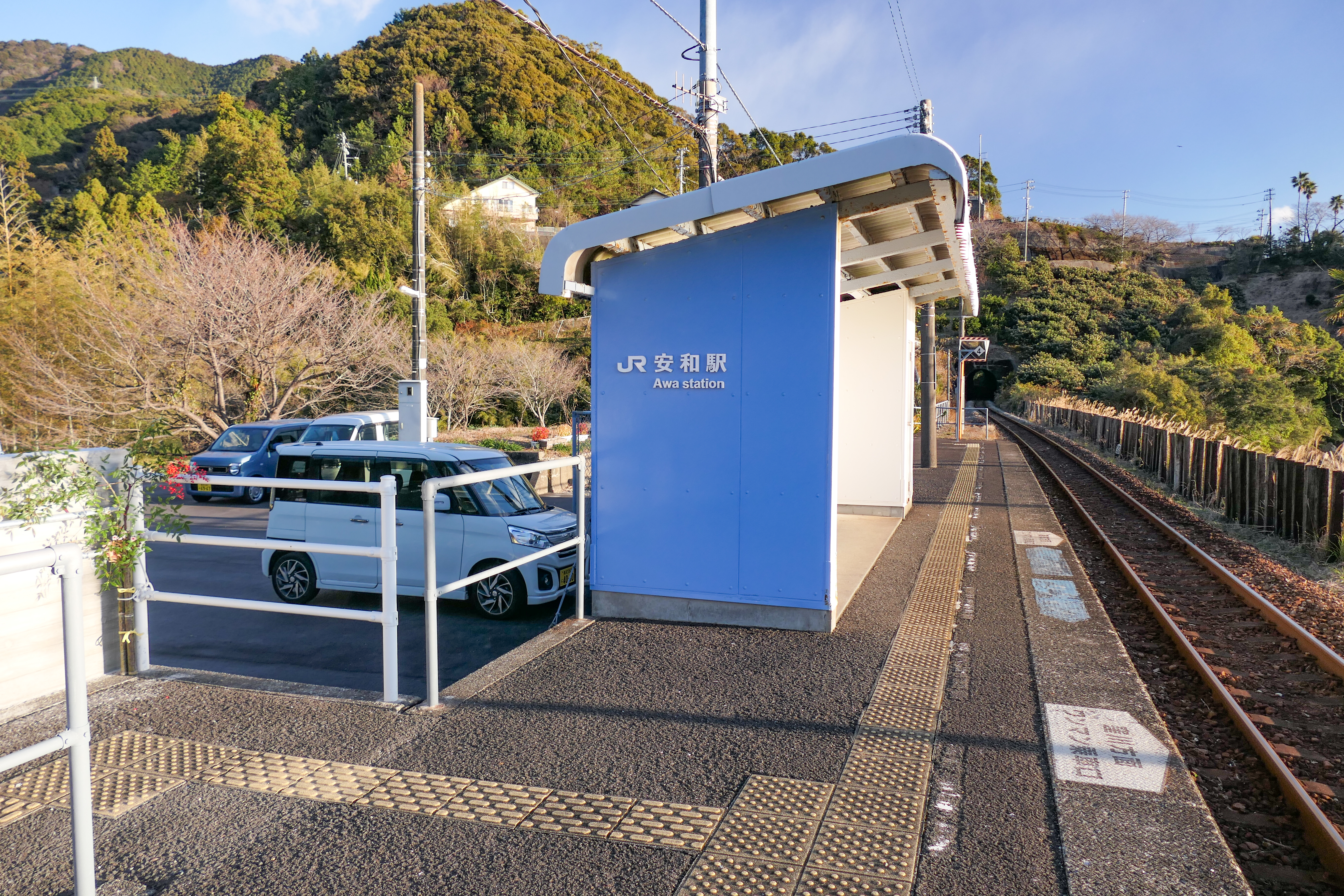
ホーム（2021年12月）

## 利用状況
| 1日乗降人員推移 | 1日乗降人員推移 |
| 年度            | 1日平均人数     |
| --------------- | --------------- |
| 2011年          | 32              |
| 2012年          | 26              |
| 2013年          | 32              |
| 2014年          | 38              |
| 2015年          | 28              |

## 駅周辺
当駅は安和海岸に近い場所にありホームから太平洋の雄大な眺めを楽しむことができる。
- 集落活動センターあわ
- 須崎市立安和小学校
- 国道56号
- 高知県道312号安和停車場線

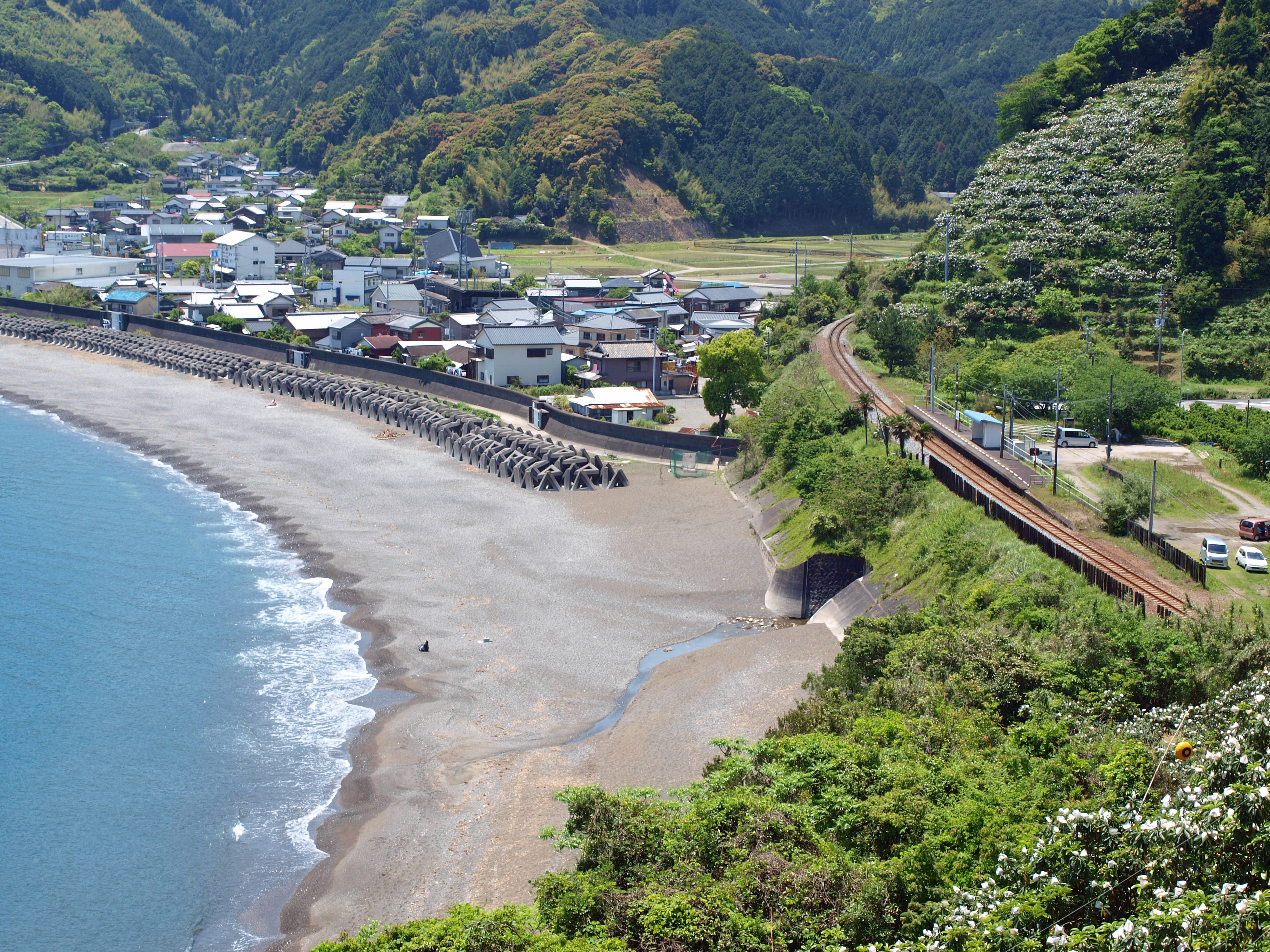
駅遠景（2010年5月、集落活動センター設置前）
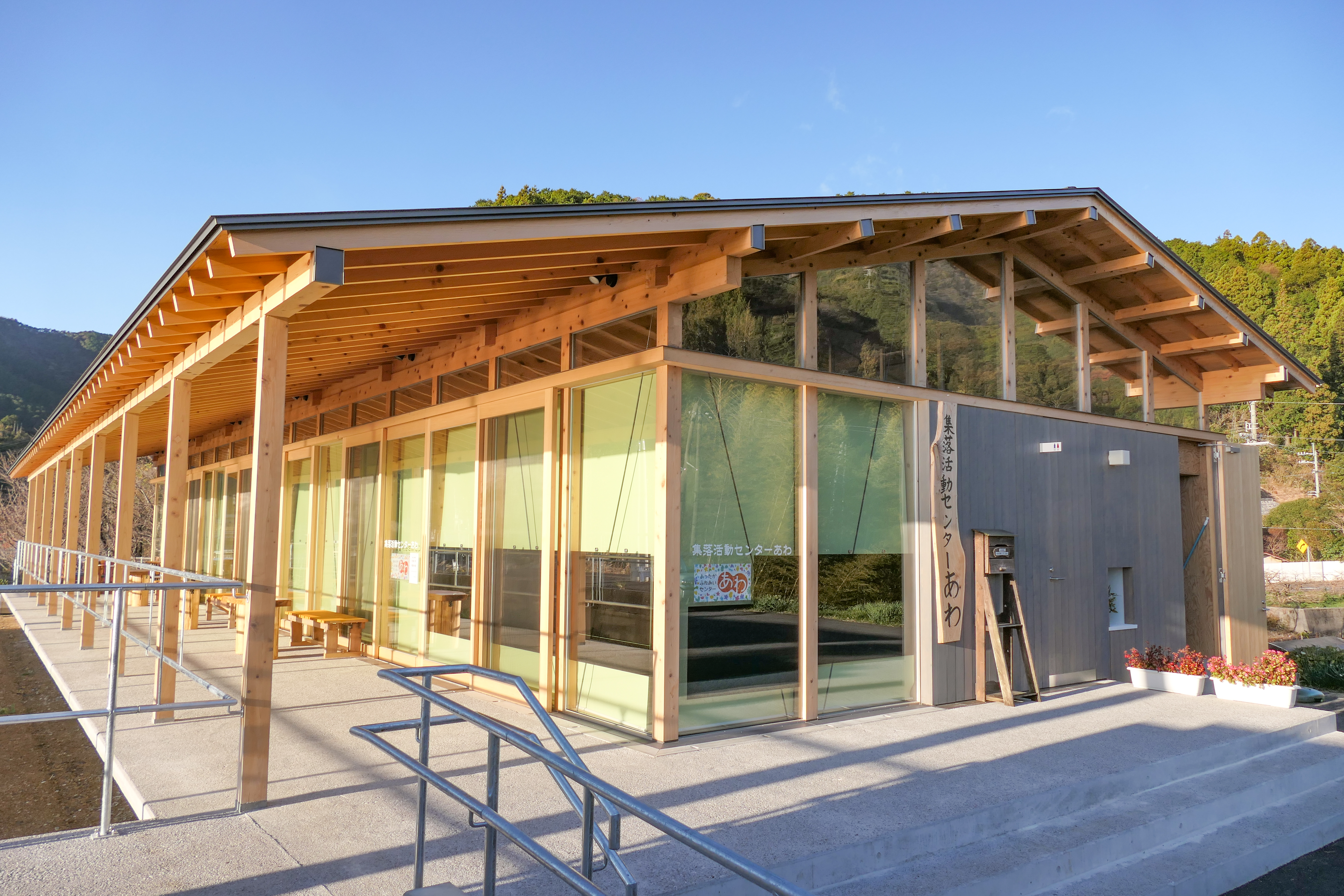
集落活動センターあわ

### バス路線
国道56号沿いに「安和駅前」停留所があり、高知高陵交通の路線が経由する。
高知高陵交通
- 矢井賀-須崎・多の郷駅線
  - 矢井賀 / 須崎営業所

## 隣の駅
四国旅客鉄道（JR四国）
■土讃線
■普通
土佐新荘駅 (K20) - 安和駅 (K21) - 土佐久礼駅 (K22)